# Nossa Senhora da Tourega
Nossa Senhora da Tourega ist ein Ort und eine ehemalige Gemeinde in Portugal.
Mit der Anta Grande do Zambujeiro liegt eine der größten Megalithanlagen überhaupt im Gemeindegebiet.
Nahe der römisches Ausgrabungsstätte Villa Romana de Nossa Senhora da Tourega ist ein Cache der internationalen Geocaching-Gemeinde versteckt.

## Geschichte
Antas und andere Funde belegen eine vorgeschichtliche Besiedlung seit etwa 3.000 v. Chr., darunter die Anta Grande do Zambujeiro und die Antas do Barrocal. Aus römischer Zeit stammen Ausgrabungen und Funde, die von einer relativ bedeutenden Ortschaft zeugen, darunter größere Badanlagen und eine angrenzende Villa.
Der heutige Ort entstand vermutlich sehr viel später, im Verlauf der christlichen Reconquista, wie die Reste der mittelalterlichen Burg Castelo de Geraldo belegen. Im frühen 16. Jahrhundert war die Ortschaft ein Erholungsort für den Bischof von Évora.
Nossa Senhora da Tourega blieb eine eigenständige Gemeinde, bis sie mit der Gebietsreform 2013 aufgelöst und mit Nossa Senhora de Guadalupe zusammengeschlossen wurde.

## Verwaltung
Nossa Senhora da Tourega war eine Gemeinde (Freguesia) im Kreis (Concelho) von Évora, im Distrikt Évora. Die Gemeinde hatte 689 Einwohner (Stand 30. Juni 2011).
Eine Reihe Ortschaften bildeten die Gemeinde, darunter:
- Barrocal
- Valverde
- Zambujeiro

Mit der administrativen Neuordnung in Portugal am 29. September 2013 wurden die Gemeinden Nossa Senhora da Tourega und Nossa Senhora de Guadalupe zur neuen Gemeinde União das Freguesias de Nossa Senhora da Tourega e Nossa Senhora de Guadalupe zusammengeschlossen. Nossa Senhora da Tourega ist Sitz dieser neu gebildeten Gemeinde.